# Hitcham
Hitcham byla vesnice v hrabství Buckinghamshire v Anglii. Dnes je spojena s vesnicí Burnham a není již značena na mapách jako samostatná osada. Nacházela se směrem na západ od Burnhamu.
Jméno vsi "Hitcham" je anglosaského původu, a znamená „Hycgova usedlost“. V pozemkové knize z roku 1086 je vesnice zaznamenána jako Hucheham.
Farnost v Hitchamu byla zrušena v roce 1934, část byla přidělena farnosti v Burnhamu, část farnosti v Taplow a malá část farnosti v Dorney.
V Hitchamu získal základní vzdělání na Dr Gretton's School John Herschel.